# مارك موتشا
مارك موتشا هو لاعب كرة قدم برتغالي في مركز الهجوم، ولد في 19 أغسطس 1994. لعب مع نادي بيرا مار.

## وصلات خارجية
- مارك موتشا على موقع قاعدة بيانات كرة القدم.إي يو (الإنجليزية)
- مارك موتشا على موقع Soccerway.com (الإنجليزية)